# ماريان مكدونالد
ماريان مكدونالد (بالإنجليزية: Marianne McDonald)‏ هي لغوية ومترجمة أمريكية، ولدت في 1937 في شيكاغو في الولايات المتحدة.

## وصلات خارجية
- الموقع الرسمي